# Albert Lieven
Albert Lieven (* 23. Juni 1906 in Hohenstein/Ostpreußen; † 16. Dezember 1971 in London) war ein deutscher Schauspieler, Hörspielsprecher und während des Zweiten Weltkrieges Rundfunksprecher und Reporter beim Auslandsdienst der BBC in London.

## Biografie
Sein Vater, ein bekannter Arzt, leitete als Direktor die im Jahre 1903 am Stadtrand von Hohenstein eröffnete Lungenheilstätte Hohenstein. Lieven besuchte die weiterführenden Schulen in Neidenburg, Allenstein und Königsberg. Seine ursprüngliche Absicht war es, wie sein Vater Arzt zu werden. Aber wegen finanzieller Probleme musste er nach dem Ersten Weltkrieg das Studium aufgeben. So erlernte er einen kaufmännischen Beruf. Aber schon kurz darauf spielte er kleine Statistenrollen an verschiedenen Berliner Bühnen. Er erkannte sehr bald, dass hier seine berufliche Zukunft lag. Sein Debüt gab er 1928 am Hoftheater in Gera. Die weiteren Stationen waren von 1929 bis 1932 am Neuen Schauspielhaus in Königsberg und anschließend am Preußischen Staatstheater am Gendarmenmarkt in Berlin. Seit 1933 gab er Gastspiele an mehreren deutschsprachigen Bühnen, so in Wien, Berlin und Bremen.
Schon 1932 begann auch seine Karriere als Filmschauspieler. In seinem ersten Leinwandauftritt stand er als Werner von Schumann an der Seite von Lucie Englisch und Paul Hörbiger in dem Streifen Annemarie, die Braut der Kompanie. Es folgten eine Reihe von weiteren recht erfolgreichen Filmen, wie Reifende Jugend (1933) mit Heinrich George, die ihn bereits damals populär machten. Doch 1936 verließ er mit seiner jüdischen Frau Tatjana Deutschland. Über Frankreich erreichten sie London. Nach kurzer Zeit setzte der Schauspieler seine Karriere, freilich unter anderen Vorzeichen, im Exil fort. Er spielte an verschiedenen Theatern (zum Beispiel am Wyndham’s Theatre) und ging auch auf Tournee. Während des Krieges arbeitete er auch beim Auslandsdienst der BBC als Nachrichtensprecher und Reporter. Seinen ersten „richtigen“ Filmauftritt hatte er 1939 in dem Spielfilm Spy for a Day, nachdem er 1937 in dem Film Königin Victoria in einer Statistenrolle zu sehen war. Die Rollen, die er in den nächsten Jahren verkörperte, waren häufig sehr eindimensional und forderten sein Können in keiner Weise. Zumeist waren es Nazischurken, die er darstellte. Er kaufte sich ein Haus in Farnham (Surrey), das er auch nach dem Krieg behielt.
Im Jahre 1948 ging Lieven an den Broadway nach New York. Er spielte eine Rolle in dem Stück Winslow Boy. Es folgten weitere Tourneen durch die USA und eine Reihe anderer Länder wie die Sowjetunion.
1952 sah man Albert Lieven auch wieder in Deutschland. Er spielte in verschiedenen bekannten Filmen mit, wie beispielsweise mit Arnim Dahl in Klettermaxe oder in Nacht der Entscheidung (1956) unter der Regie von Falk Harnack mit Carl Raddatz und Hilde Krahl. Aber auch in Großbritannien blieb er weiter tätig und spielte in vielen erfolgreichen Produktionen mit, jetzt oft auch in Hauptrollen. Auch für das deutsche und britische Fernsehen war er tätig, so z. B. 1965 als Dr. Sturm in der Folge „H2O – Tödliches Nass (Originaltitel: A Surfeit of H2O)“ der auch in Deutschland sehr erfolgreichen Serie Mit Schirm, Charme und Melone an der Seite von Patrick Macnee und Diana Rigg. Ende der 1950er-Jahre steigerte sich in Deutschland seine Popularität durch seine Auftritte in den Edgar-Wallace-Filmen und den Fernsehspielen der Francis-Durbridge-Reihe (1959 in Der Andere, 1965 in Die Schlüssel, 1962 in Das Halstuch und 1970 in Wie ein Blitz).
Mitte der 1960er-Jahre war er die Wunschbesetzung der Bavaria-Film für die Rolle des Grafen Yoster in der Krimiserie Graf Yoster gibt sich die Ehre. Lieven lehnte jedoch ab.
In Hörspielen trat er nur gelegentlich auf. So 1958 in der Komödie Der Biberpelz von Gerhart Hauptmann mit Therese Giehse, Kurt Horwitz und Edith Schultze-Westrum oder 1967 in Einreisegenehmigung oder Ein Deutscher fährt nach Deutschland, einem Hörspiel, das die zunehmende Entfremdung der Menschen in den beiden deutschen Staaten zum Thema hat. 1965 sprach er die Hauptrolle in dem Sechsteiler Unwiederbringlich, der nach dem gleichnamigen Roman von Theodor Fontane entstand. Seine Partner waren u. a. Ingeborg Engelmann, Kornelia Boje und Otto Rouvel.
Lieven, der insgesamt viermal verheiratet war, mit Tatjana Lieven, Valerie White, Susan Shaw und Petra Peters, hatte zwei Kinder, eines aus der ersten und eines aus der dritten Ehe. Am 16. Dezember 1971 verstarb er im Alter von 65 Jahren an den Folgen eines Krebsleidens in London.
Er war der Großvater des englischen Rugby-Spielers Toby Flood.

## Filmografie
- 1932: Annemarie, die Braut der Kompanie
- 1932: Ich bei Tag und Du bei Nacht
- 1933: Die vom Niederrhein
- 1933: Reifende Jugend
- 1933: Kampf um Blond
- 1934: Charleys Tante
- 1934: Eine Siebzehnjährige
- 1934: Hermine und die sieben Aufrechten
- 1934: Es tut sich was um Mitternacht
- 1934: Krach um Jolanthe
- 1934: Fräulein Liselott
- 1935: Die klugen Frauen
- 1935: Glückspilze
- 1935: Mach’ mich glücklich
- 1936: Aufmachen, Kriminalpolizei
- 1936: Eine Frau ohne Bedeutung
- 1936: Kater Lampe
- 1937: Königin Victoria
- 1939: Rake’s Progress
- 1939: The Deacon and the Jewess
- 1940: Spy for a Day
- 1940: Convoy
- 1940: For Freedom
- 1940: Neutral Port
- 1940: Let George Do It
- 1940: Night Train to Munich
- 1941: Mr. Proudfoot Shows a Light
- 1941: Jeannie
- 1942: Die Blockade
- 1942: The Young Mr. Pitt
- 1943: Leben und Sterben des Colonel Blimp
- 1943: The Yellow Canary
- 1944: English Without Tears
- 1945: Der letzte Schleier
- 1946: Ungeduld des Herzens
- 1947: Frieda
- 1948: Der Schlafwagen nach Triest
- 1948: Frieda (TV)
- 1951: Die Dubarry
- 1951: The Dark Light
- 1951: Hotel Sahara
- 1952: Fritz und Friederike
- 1952: Klettermaxe
- 1953: Sekunden der Verzweiflung
- 1953: Die Rose von Stambul
- 1953: Geliebtes Leben
- 1954: Das Bekenntnis der Ina Kahr
- 1954: Heimweh nach Deutschland
- 1954: Frühlingslied
- 1955: Das Lied von Kaprun
- 1955: Der Fischer vom Heiligensee
- 1955: Reifende Jugend
- 1955: Des Teufels General
- 1956: London ruft Nordpol (Londra chiama Polo Nord)
- 1956: Heirate nie in Monte Carlo
- 1957: El Batallón de las sombras
- 1958: Alle Sünden dieser Erde
- 1958: Und abends in die Scala
- 1958: Ein idealer Gatte (TV)
- 1959: Der Andere (TV-Mehrteiler)
- 1959: U-Bahn in den Himmel
- 1959: Foxhole in Cairo
- 1960: Verschwörung der Herzen (Conspiracy of Hearts)
- 1960: Schachnovelle
- 1961: Frau Irene Besser
- 1961: Das Geheimnis der gelben Narzissen
- 1961: Die Kanonen von Navarone
- 1962: Das Halstuch (TV)
- 1962: Lockende Tiefe (TV)
- 1962: Im Namen des Teufels
- 1962: Dolch im Rücken (Paul Heindrick)
- 1962: Studio Four (Episode)
- 1962: Der Kronanwalt (TV)
- 1962: Freddy und das Lied der Südsee
- 1963: Todestrommeln am großen Fluß
- 1963: Die Sieger
- 1963: Man of the World: In the Picture (Episode)
- 1963: U 153 antwortet nicht
- 1964: Der Mann nebenan (TV)
- 1964: Amouren (TV)
- 1964: Legende einer Liebe (TV)
- 1964: Das Haus der Vergeltung (TV)
- 1964: Briefe eines toten Dichters (TV)
- 1964: R3: Der Patriot (Episode)
- 1964: Das Verrätertor
- 1965: Die Schlüssel (TV-Mehrteiler)
- 1965: Scharfe Küsse für Mike Forster (City of Fear)
- 1965: Mit Schirm, Charme und Melone – Fernsehserie, Folge: H2O – tödliches Nass
- 1965: Willkommen in Altamont (TV)
- 1965: Tatort (TV)
- 1965: Geisterkomödie – Eine unwahrscheinliche Komödie (TV)
- 1966: Hobby (TV)
- 1966: African Gold
- 1968: Der Gorilla von Soho
- 1969: Amerika oder der Verschollene (TV)
- 1969: Dynamit (TV)
- 1970: Die Feuerzangenbowle
- 1970: Cher Antoine oder Die verfehlte Liebe (TV)
- 1970: Wie ein Blitz (TV-Mehrteiler)
- 1970: Die Kriminalerzählung (TV-Serie)
- 1971: Die Heilige Johanna (TV)
- 1972: Pater Brown – Der Mann in der Passage (TV)

## Hörspiele
- 1957: Die Abiturientin (Theatermitschnitt) – Regie: Erik Ode
- 1957: Walther Rathenau – Regie: Erich Köhler
- 1958: Der Biberpelz (nach Gerhart Hauptmann) – Regie: Walter Ohm
- 1962: Ariadne – Regie: Fritz Schröder-Jahn
- 1965: Unwiederbringlich (6 Teile) – Regie: Heinz Wilhelm Schwarz
- 1965: Ritornell – Regie: Günther Sauer
- 1967: Einreisegenehmigung – oder Ein Deutscher fährt nach Deutschland (4 Teile) – Regie: Friedhelm Ortmann